# Ogströmmen
De Ogströmmen is een riviertje in de Zweedse provincie Dalarnas län.
Het riviertje stroomt noord-zuid door dichtbebost gebied, parallel en tussen de Västerdalälven en Österdalälven. Het is ongeveer 80 km lang en onbevaarbaar; het is meer een afwateringsstroom voor neerslag en smeltwater uit de omgeving. Onderweg stroomt het door "Drags", een klein meer; daarna stroomt het rechtstreeks naar het Öjesjönmeer, dat op zich weer afwatert in de Västerdalälven. Aan de rivier ligt als plaats alleen Öje.